# Zalužany
Zalužany település Csehországban, a Příbrami járásban. Zalužany Horosedly, Mirovice, Lety, Chraštice és Kozárovice településekkel határos. Lakosainak száma 329 fő (2024. január 1.).

## Népesség
A település lakosságának változását az alábbi diagram mutatja:
| Lakosok száma | 837  | 822  | 758  | 509  | 407  | 335  | 327  | 312  | 329  | 329  |
|               | 1869 | 1890 | 1921 | 1950 | 1980 | 2001 | 2017 | 2019 | 2022 | 2024 |